# آن (کانزاس)
آن (به انگلیسی: Aulne) یک منطقهٔ مسکونی در ایالات متحده آمریکا است که در شهرستان ماریون، کانزاس واقع شده‌است. آن ۴۲۸٫۸۶ متر بالاتر از سطح دریا واقع شده‌است.